# Pteronymia antisao
Pteronymia antisao är en fjärilsart som beskrevs av Bates 1852. Pteronymia antisao ingår i släktet Pteronymia och familjen praktfjärilar. Inga underarter finns listade.